# Mórik József
Mórik József (Debrecen, 1924. augusztus 12. – Debrecen, 1973. augusztus 28.) egyetemi tanár, tudományos rektorhelyettes, az orvostudományok kandidátusa (1961), érdemes orvos, a KGST Természetvédelmi Tudományos Tanácsának tagja, a Magyar Tudományos Akadémia Egészségtudományi és Meteorológiai Bizottságának, a Magyar Meteorológusok Társaságának tagja, az Orvosmeteorológiai Bizottság elnöke, a Magyar Higienikusok Társaságának tagja és alelnöke, a METESZ Aerosol Szakosztályának alelnöke, a Tudományos Ismeretterjesztő Társulat Hajdú-Bihar megyei Orvosi Szakosztályának elnöke és Debrecen városi Elnökségének tagja, az egyetemi MSZMP bizottságának tagja.

## Életpályája
1950-ben diplomázott a Debreceni Egyetemen. 1948–1949 között nevelőtanár, a Debreceni Orvostudományi Egyetem közegészségtani intézetében demonstrátor, gyakornok, tanársegéd (1951). 1952-től Budapesten az Országos Közegészségügyi Intézetben (OKI) aspiráns, 1954-től tudományos munkatárs, 1960-tól tudományos főmunkatárs volt. 1960-ban közegészségügyi és járványtani szakorvosi képesítést szerzett. 1969-től a Debreceni Orvostudományi Egyetem közegészségügyi intézetében tanszékvezető egyetemi tanár, 1970-től tudományos rektorhelyettes volt.

### Munkássága
Fő kutatási területei; a levegő tisztasága és a település-egészségügy, a levegőszennyeződés és a lakosság morbiditási helyzete, Tatabánya levegőjének porszennyeződése. Közel 100 tudományos közleményt adott ki. Többször volt külföldi tanulmányúton. Több tudományos társaságnak, illetve bizottságnak volt a tagja.

## Magánélete
Szülei: Mórik József és Szentgyörgyi Róza voltak. 1951-ben, Debrecenben házasságot kötött Petrik Juliannával.

## Művei
- Tatabánya levegőegészségügyi helyzete (kandidátusi értekezés tézisei, Budapest, 1960)
- Ormay László: Orvosi laboratóriumi asszisztensek kézikönyve művében a Levegőbakteriológiai vizsgálatok című könyvrészlet (Budapest, 1962)
- „AEROSZOL” A levegőszennyeződés okai, ártalmai és megelőzése (társszerző, Budapest, 1968)
- A levegőtisztaság védelmét szolgáló övezeti kategóriák (tanulmány, Budapest, 1971)
- Az ember egészsége a tudományos technikai forradalomban (társszerző, Budapest, 1974)

## Díjai
- Steiner Lajos-emlékérem (1968)
- Fodor József-emlékérem (1974)